# Ligne Daiyūzan
La ligne Daiyūzan (大雄山線, Daiyūzan-sen) est une ligne ferroviaire de la compagnie Izuhakone Railway située dans la préfecture de Kanagawa au Japon. Elle relie la gare d'Odawara à Odawara à la gare de Daiyūzan à Minamiashigara.

## Caractéristiques

### Ligne
- longueur : 9,6 km
- écartement des voies : 1 067 mm
- nombre de voies : 1
- électrification : courant continu 1500 V
- vitesse maximale : 70 km/h

### Services
La ligne est parcourue uniquement par des trains omnibus.

### Liste des gares
La ligne comporte 12 gares identifiées par les lettres ID.
| Numéro | Gare              | Nom japonais   | Distance (km) | Correspondances | Localisation   | Localisation           |
| ------ | ----------------- | -------------- | ------------- | --- | -------------- | ---------------------- |
| ID01   | Odawara           | 小田原         | 0             | JR Central : Shinkansen Tōkaidō JR East : Tōkaidō, Shōnan-Shinjuku Odakyū : Odawara Hakone Tozan Railway : Hakone Tozan | Odawara        | Préfecture de Kanagawa |
| ID02   | Midorichō         | 緑町           | 0,4           | | Odawara        | Préfecture de Kanagawa |
| ID03   | Isaida            | 井細田         | 1,4           | | Odawara        | Préfecture de Kanagawa |
| ID04   | Gohyakurakan (ja) | 五百羅漢       | 2,3           | | Odawara        | Préfecture de Kanagawa |
| ID05   | Anabe             | 穴部           | 3,1           | | Odawara        | Préfecture de Kanagawa |
| ID06   | Iidaoka           | 飯田岡         | 4,3           | | Odawara        | Préfecture de Kanagawa |
| ID07   | Sagaminumata      | 相模沼田       | 5,0           | | Minamiashigara | Préfecture de Kanagawa |
| ID08   | Iwahara           | 岩原           | 6,0           | | Minamiashigara | Préfecture de Kanagawa |
| ID09   | Tsukahara         | 塚原           | 6,3           | | Minamiashigara | Préfecture de Kanagawa |
| ID10   | Wadagahara        | 和田河原       | 8,2           | | Minamiashigara | Préfecture de Kanagawa |
| ID11   | Fujifilm-Mae      | 富士フイルム前 | 9,1           | | Minamiashigara | Préfecture de Kanagawa |
| ID12   | Daiyūzan          | 大雄山         | 9,6           | | Minamiashigara | Préfecture de Kanagawa |

## Matériel roulant
La ligne est parcourue par des trains de série 5000.

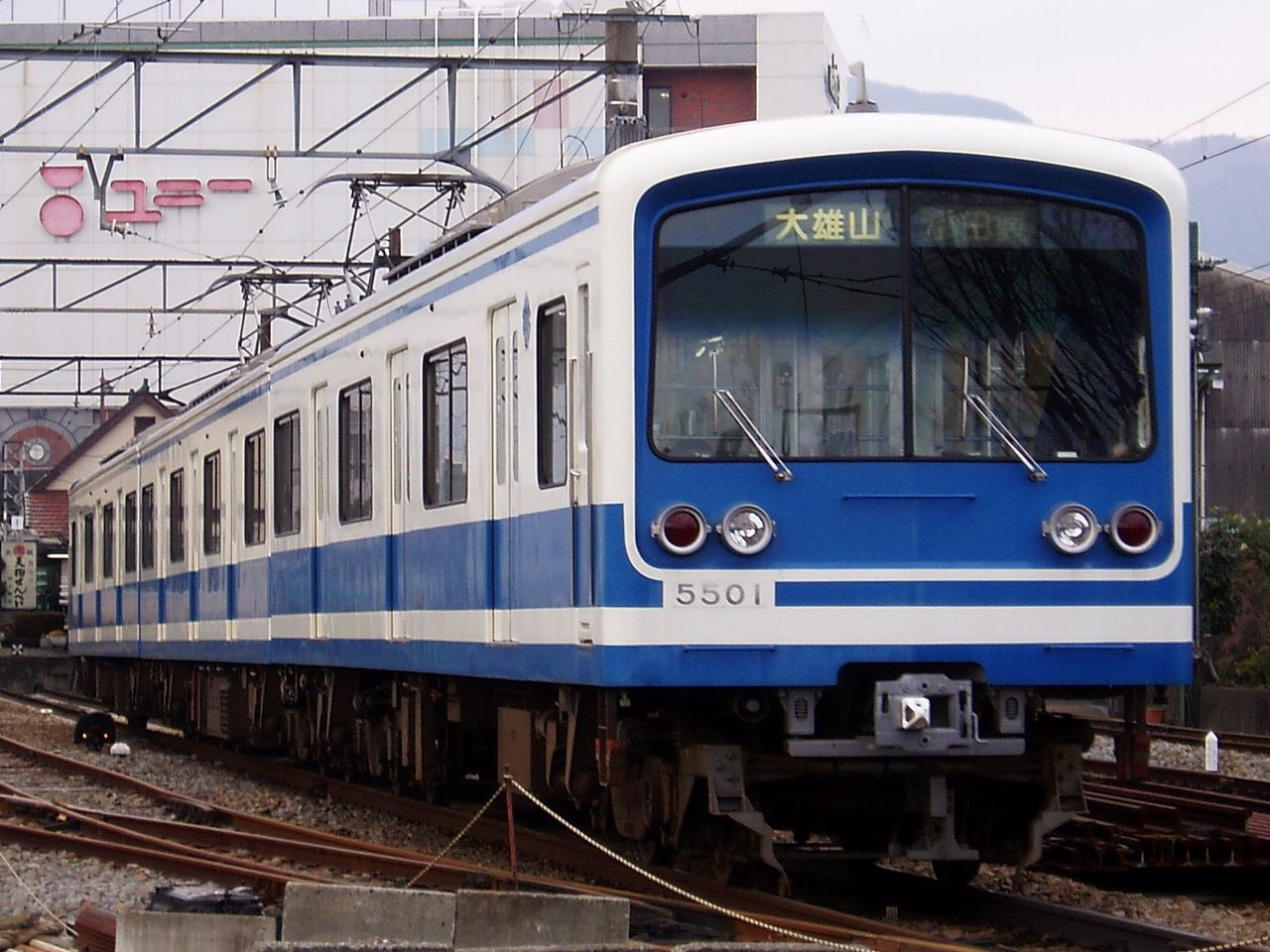
Izuhakone série 5000